# Coccobius pullus
Coccobius pullus är en stekelart som beskrevs av Prinsloo 1995. Coccobius pullus ingår i släktet Coccobius och familjen växtlussteklar.
Artens utbredningsområde är Namibia. Inga underarter finns listade i Catalogue of Life.